# SN 1990U
SN 1990U – supernowa typu Ic odkryta 2 sierpnia 1990 roku w galaktyce NGC 7479. Jej maksymalna jasność wynosiła 17,76m.